# Kanton Les Hautes Terres d'Oc
 Les Hautes Terres d'Oc is een kanton van het Franse departement Tarn. Het kanton maakt deel uit van het arrondissement Castres.
In 2021 telde het 12.842 inwoners.

Het kanton werd gevormd ingevolge het decreet van 17 februari 2014 , met uitwerking op 22 maart 2015, met Lacaune als hoofdplaats.

## Gemeenten
Het kanton omvatte 26 gemeenten bij zijn vorming.
Op 1 januari 2016 werden de gemeenten Castelnau-de-Brassac, Ferrières en Le Margnès samengevoegd tot de fusiegemeente (commune nouvelle)  Fontrieu.
Sindsdien omvat het kanton volgende 24 gemeenten :
- Anglès
- Barre
- Berlats
- Le Bez
- Brassac
- Cambounès
- Escroux
- Espérausses
- Fontrieu
- Gijounet
- Lacaune
- Lacaze
- Lacrouzette
- Lamontélarié
- Lasfaillades
- Le Masnau-Massuguiès
- Moulin-Mage
- Murat-sur-Vèbre
- Nages
- Saint-Pierre-de-Trivisy
- Saint-Salvi-de-Carcavès
- Senaux
- Vabre
- Viane